# Moutiers-Saint-Jean
 Moutiers-Saint-Jean  là một xã ở tỉnh Côte-d’Or trong vùng Bourgogne, phía đông nước Pháp. Khu vực này có độ cao trung bình 200 mét trên mực nước biển.